# Ронко-Биеллезе
Ронко-Биеллезе (итал. Ronco Biellese) — коммуна в Италии, располагается в регионе Пьемонт, в провинции Биелла.
Население составляет 1540 человек (2008 г.), плотность населения составляет 511 чел./км². Занимает площадь 3 км². Почтовый индекс — 13845. Телефонный код — 015.
Покровителем коммуны почитается святой архангел Михаил, празднование 29 сентября.

## Демография
Динамика населения:

## Администрация коммуны
- Официальный сайт: http://www.comune.roncobiellese.bi.it